# العهد الجديد
 العهد الجديد (يونانية كوينه: Καινή Διαθήκη) هو الجزء الثاني من الكتاب المقدس لدى المسيحيين. يحتوي العهد الجديد على 27 سفراً وهي الأناجيل الأربعة: إنجيل متّى، وإنجيل مرقس، وإنجيل لوقا، وإنجيل يوحنا، بالإضافة إلى أعمال الرسل وأربعة عشر رسالة لبولس وسبع رسائل لرسل وتلاميذ آخرين وسفر الرؤيا. كثيراً ما رافق العهد الجديد بشكل كُلّي أو جزئي انتشار المسيحية في جميع أنحاء العالم، كما أنه يعد مصدر للّلاهوت المسيحي والأخلاق المسيحية. يتم تضمين القراءات والعبارات من العهد الجديد جنباً إلى جنب مع قراءات من العهد القديم في الليتورجيات المسيحية المختلفة. وقد أثرَّ العهد الجديد على الحركات الدينية والفلسفية والسياسية في العالم المسيحي والغربي وترك علامة لا تُمحى على الأدب والفن والموسيقى.

## تاريخ

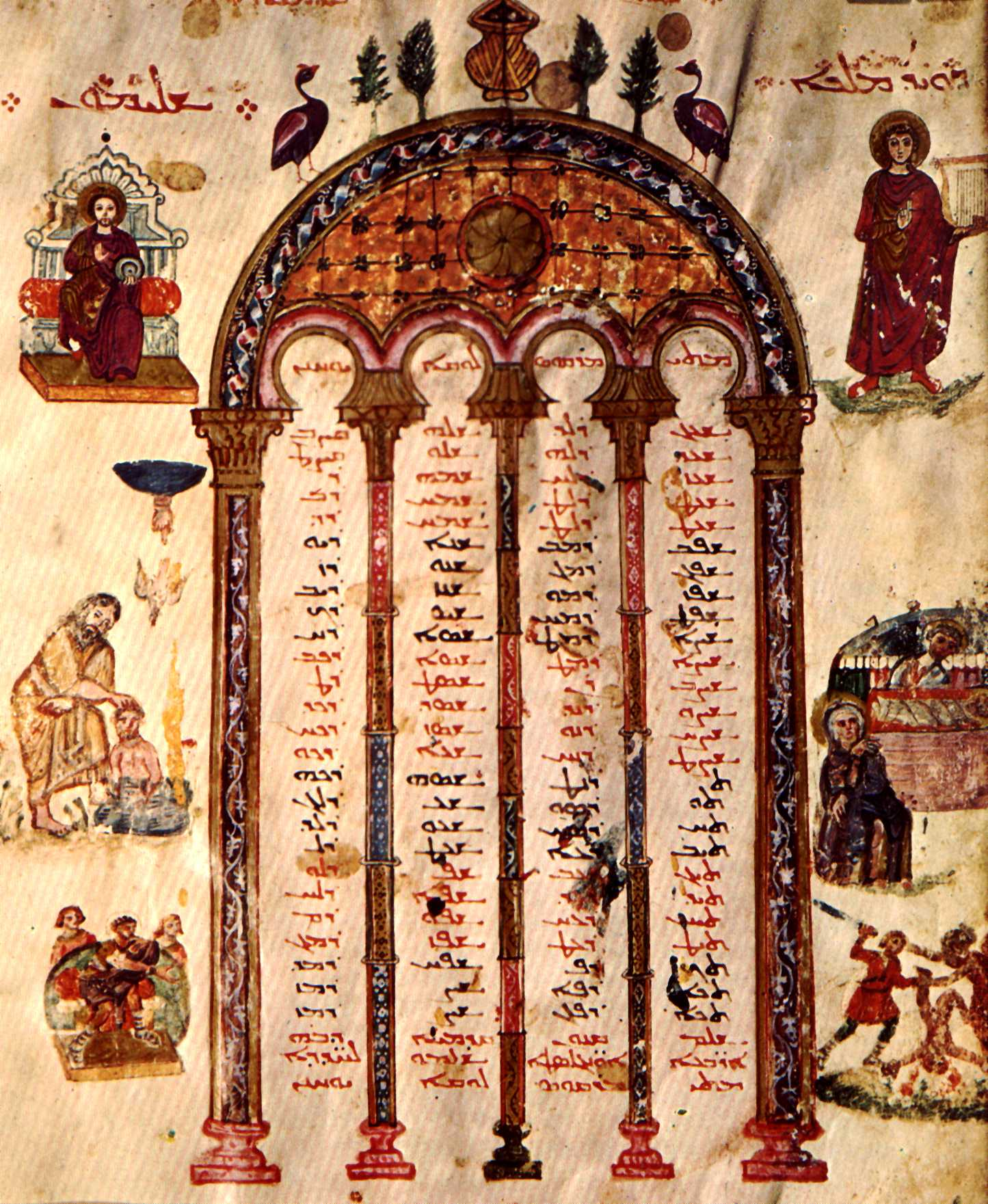
الأناجيل القانونية الأربعة، بشكل متوازي، في نسخة قديمة لإنجيل رابولا السرياني.

رسائل بولس كُتبت قبل أن تدوّن الأناجيل الأربعة بصيغتها اليونانيّة، وكانت أخبار وتعاليم يسوع تتناقل شفهيًا بين المؤمنين المسيحيين، على يد الرّسل الإثني عشر، والسبعين تلميذًا، وشهودًا آخرين، وقد دوّنت أسفار العهد الجديد القانونيّة بين عام 40م و95م. ووفق بعض الدّارسين فقد كتبت غالبيّة أسفار العهد الجديد قبل عام 70م مثل جون روبنسون وكارستين ب. ثيدي وباحثين آخرين رجّحوا كتابة إنجيل لوقا لعام 50م وحتّى حد أقصى 70م. ووفق آخرين لقد كتب إنجيل لوقا قبل ذلك، لأنّ بولس برسالته الثّانية لأهل كورنتس، والّتي كتبها حوالي سنة 54م - 55م، يفترض وجود إنجيل قائم.
لقد انتشرت ترجمات العهد الجديد كلّه في دول عديدة بالشّرق والغرب، وبلغّات عديدة، منها السّريانيّة (بشيطّة) ومنها القبطيّة (ترجمة إسكندريّة) ومنها اللاتينيّة (الفولجاتا) ومنها اليونانيّة وغيرها. واقتبس منها الآباء بكتاباتهم وعظاتهم وأبحاثهم فمثلًا اقتبس من إنجيل متّى قدّيسين كثيرين من النّصف الثّاني من القرن الأوّل مثل البابا إكليمندس الروماني، وكذلك القدّيس أغناطيوس الأنطاكي في رسائله السبع، ويقتبس منه كاتب رسالة برنابا، وكاتب الدياديكية، وأوصى بولس بقراءة رسائله قائلا: «أُنَاشِدُكُمْ بِالرَّبِّ أَنْ تُقْرَأَ هذِهِ الرِّسَالَةُ عَلَى جَمِيعِ الإِخْوَةِ الْقِدِّيسِينَ».
تأليف أسفار العهد الجديد، وضمها في بوتقة واحدة، فهو نتيجة تطور طويل معقد، إذ يظهر العهد الجديد كمجموعة مؤلفة من سبعة وعشرين سفرًا مختلفة الحجم، وضعت جميعها باللغة اليونانية أواخر القرن الأول؛ إن السلطة العليا في أمور الدين كانت تتمثّل لدى المسيحيين الأولين في مرجعين، العهد القديم، والمرجع الثاني الذي انتشر انتشارًا سريعًا وقد أجمعوا على تسميته الرب، ويشمل هذا المرجع على التعاليم التي ألقاها يسوع والأحداث التي تبيّن سلطته؛ لكن العهد القديم وحده كان يتألف من نصوص مكتوبة، أما أقوال يسوع وما كان يعظ به فقد تناقلتها ألسن الحفاظ شفهيًا، وربما وجدت بعض الوثائق المكتوبة لروايتي الصلب والقيامة أو بعض الأحداث الهامة الأخرى؛ ولم يشعر المسيحيون الأولون، إلا بعد وفاة آخر الرسل بضرورة تدوين التقليد الشفهي، فبدؤوا قرابة العام 120 بإنشاء العهد الجديد، مبتدئين بأسفار بولس نظرًا لما كان له من شهرة ولأنه أوصى بقراءة رسائله بنفسه، وتشير كتابات آباء كنيسة القرن الثاني إلى أنهم يعرفون عددًا كبيرًا من رسائل بولس وأنهم يولونها مكانة الكتب المقدسة، أيضًا فإن أقدم الإشارات التاريخية تعود للعام 140 تثبت أن المسيحيين يقرأون الأناجيل في اجتماعات الأحد وأنهم يعدونها مؤلفات الرسل أو أقله شخصيات تتصل بالرسل بشكل وثيق، وأنهم أخذوا يولونها منزلة الكتاب المقدّس.

## نص العهد الجديد

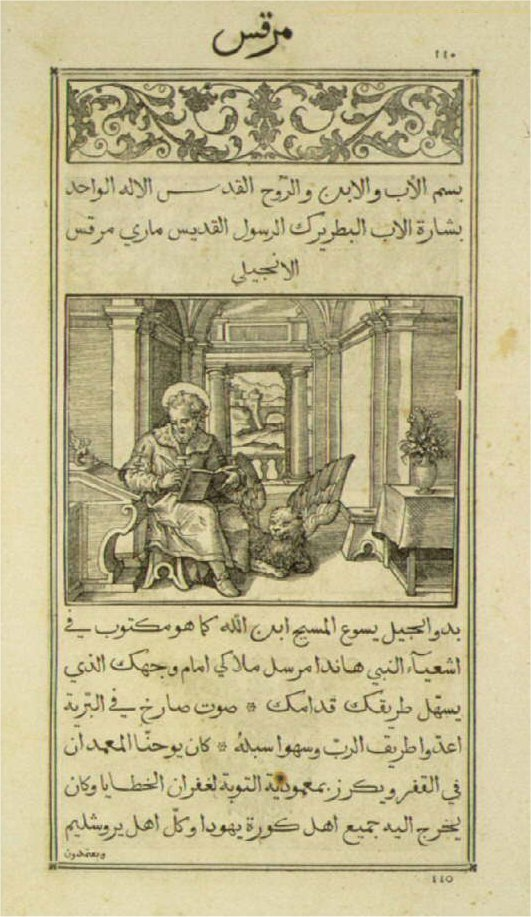
إحدى نسخ العهد الجديد باللغة العربية ترقى للعام 1590 ومزودة بالرسوم والأيقونات.

إن مخطوطات العهد الجديد، والتي أنشئت في كثير من اللغات ليست كتابًا واحدًا بخط المؤلف نفسه بل هي نسخ أو نسخ النسخ للكتب الأصلية التي فقدت اليوم، إن أقدم النصوص المتوافرة للعهد الجديد ترقى إلى القرن الثالث وقد كتبت باللغة اليونانية على الرق، ويعتبر المجلد الفاتيكاني أقدمها ويعود لحوالي العام 250 وسبب تسميته لأنه محفوظ في مكتبة الفاتيكان، وكذلك المجلد السينائي الذي يعود لحوالي العام 300 وقد أضيف إليه جزء من سفر الراعي لهرماس، وهو من محفوظات المتحف البريطاني في لندن وسبب تسميته اكتشافه في دير سانت كاترين في شبه جزيرة سيناء؛ غير أنه يوجد عدد كبير من البرديات والمخطوطات التي تعود أقدمها إلى بداية القرن الثاني وتظهر أجزاءً مختلفة متفاوتة الطول من العهد الجديد؛ إن نسخ وطبعات العهد الجديد ليست كلها واحدة بل تحوي على طائفة من الفوارق بعضها بقواعد الصرف أو النحو وترتيب الكلمات، لكن بعضها الآخر يتعلق بمعنى الفقرات، إن أصل هذه الفروق يعود لأن نص العهد الجديد قد نسخ طول قرون عديدة وبلغات مختلفة بيد نساخ صلاحهم للعمل متفاوت، ما يؤدي حكمًا إلى أخطاء عديدة في النسخ، سوى ذلك فإن بعض النساخ حاولوا أحيانًا أن يعدلوا بعض الفقرات التي بدت لهم تحوي أخطاءً أو قلة دقة في التعبير اللاهوتي، إلى جانب استعمال نصوص فقرات عديدة من العهد الجديد في أثناء إقامة شعائر العبادة ما أدى أحيانًا إلى ادخال زخارف لفظية غايتها تجميل النص.
إن هذه التبدلات قد تراكمت على مر العصور، فكانت النتيجة وصول عدد من النسخ المختلفة إلى عصر الطباعة مثقلة بمختلف أنواع التبديل والقراءات؛ لكنه وبدءًا من القرن الثامن عشر قد أخذ علم نقد النصوص بتمحيص الوثائق القديمة بدقة، خصوصًا المجلدين الفاتيكاني والسينائي، لوضع ترجمة جديدة للأصول القديمة:
| العهد الجديد | إن النتائج التي وصل إليها علم نقد النصوص منذ 150 سنة خلت حتى الآن، جديرة بالإعجاب، وبوسعنا اليوم أن نعد نص العهد الجديد نصًا مثبتًا إثباتًا حسنًا، وما من داع لإعادة النظر به إلا إذا عثر على وثائق جديدة. إن هذه النتائج تظهر واضحة للمرء إذا قارن بين النسخات الحديثة والطبعات التي ظهرت سنة 1520 بفضل العمل المحكم وفق قواعد علم نقد النصوص. | العهد الجديد |

ولا تعتبر هذه الاختلافات، بحسب رأي المسيحيين، تزويرًا أو تحريفًا للكتاب المقدس، إذ إن النصوص القديمة والحديثة، على حد سواء، لم تختلف في القضايا الجوهرية، كالثالوث الأقدس أو ألوهية المسيح وتعاليمه، وهي الغاية الأساس من الأناجيل.، ولا تزال هناك فروق بسيطة في مختلف الترجمات العربية للكتاب المقدس.

## المؤلفون
كتب العهد الجديد كلها أو تقريبا كلها كانت مكتوبة من قبل المسيحيين اليهود. لوقا الذي كتب إنجيل لوقا وسفر أعمال الرسل، كثيرا ما يعتبر استثناء لذلك؛ والعلماء منقسمون بشأن ما إذا كان مؤلف لوقا وسفر الأعمال من أصل وثني أو هلنستي يهودي. بعض العلماء يحددون أن مؤلف إنجيل مرقس ربما مسيحي من أصل وثني، ونفس الأمر بالنسبة لإنجيل متى، رغم أن الأغلبية يأكدون فكرة التأليف المسيحي اليهودي.

### الأناجيل
تعد هوية المؤلفين مجالًا من الأبحاث والنقاشات المستمرة والحديثة، مع صدور أعمال مختلفة تطرح مشاكل مختلفة لتحديد الهوية. في حين أن الأجزاء المختلفة من العهد الجديد لها نسب تقليدي لمؤلفين، هذا النسب يدافع عنه في بعض الحالات من قبل علماء، وفي حالات أخرى هو محل نزاع أو رفض. وفقا لكثير من العلماء النقديين (إن لم يكن معظمهم)، لم يكن أي من مؤلفي الأناجيل شهود عيان أو حتى زعموا صراحة أنهم شهود عيان على الأحداث. جادل بارت إيرمان من جامعة نورث كارولينا أنه يوجد إجماع بين العلماء على أن العديد من كتب العهد الجديد لم يكتبها الأشخاص الذين تم نسب أسمائهم إليها. وقال كذلك أن الأناجيل كانت في الأصل مجهولة الهوية من ناحية المؤلفين، وأن الأسماء لم تنسب إليها حتى حوالي عام 185 م. يتفق معه علماء آخرون. ومن وجهة نظر بعض الباحثين أن أيا من الأناجيل لم يتم كتابتها في فلسطين.  
هناك تقليد مسيحي أن الرسول يوحنا هو كاتب إنجيل يوحنا. التقليديون (مثل معلقي الكتاب المقدس ألبرت بارنز وماثيو هنري) يبدو أنهم يدعمون فكرة أن كاتب إنجيل يوحنا نفسه ادعى أنه شاهد عيان في تفسيريهما ليوحنا 21:24 وبالتالي يعتبران أن الإنجيل كتبه شاهد عيان; ومع ذلك، هذه الفكرة تم رفضها من قبل غالبية العلماء المعاصرين.
تذكر مراجعة لكتاب ريتشارد باوكهام «يسوع وشهود العيان: الأناجيل كشهادة شهود عيان» أن: «الرأي الشائع في الأبحاث الأكاديمية هو أن قصص وأقوال يسوع دارت على مدى عقود، وخضعت لعدد لا يحصى من إعادة الرواية والتزيين قبل أن توضع أخيرا في أعمال مكتوبة.»
يتمسك معظم الباحثين بفرضية المصدرين، والتي تدعي أن إنجيل مرقس كان مكتوبًا أولاً. ووفقاً للفرضية، استخدم مؤلفا إنجيل متى وإنجيل لوقا إنجيل مرقس والوثيقة ق الافتراضية، بالإضافة إلى بعض المصادر الأخرى، لكتابة إنجيليهما. تسمى هذه الأناجيل الثلاثة بالأناجيل الإزائية لأنها تشمل العديد من القصص نفسها، وغالبا في نفس التسلسل، وأحيانا نفس الصياغة. يتفق العلماء على أن إنجيل يوحنا قد كُتب بعد هذه الأناجيل الثلاثة، وذلك باستخدام تقليد ومحتوى شهادات مختلف. بالإضافة إلى ذلك، يتفق معظم العلماء على أن مؤلف إنجيل لوقا كتب كذلك أعمال الرسل. يرى الباحثون أن هذين الكتابين يشكلان عملاً واحد هو لوقا-أعمال.

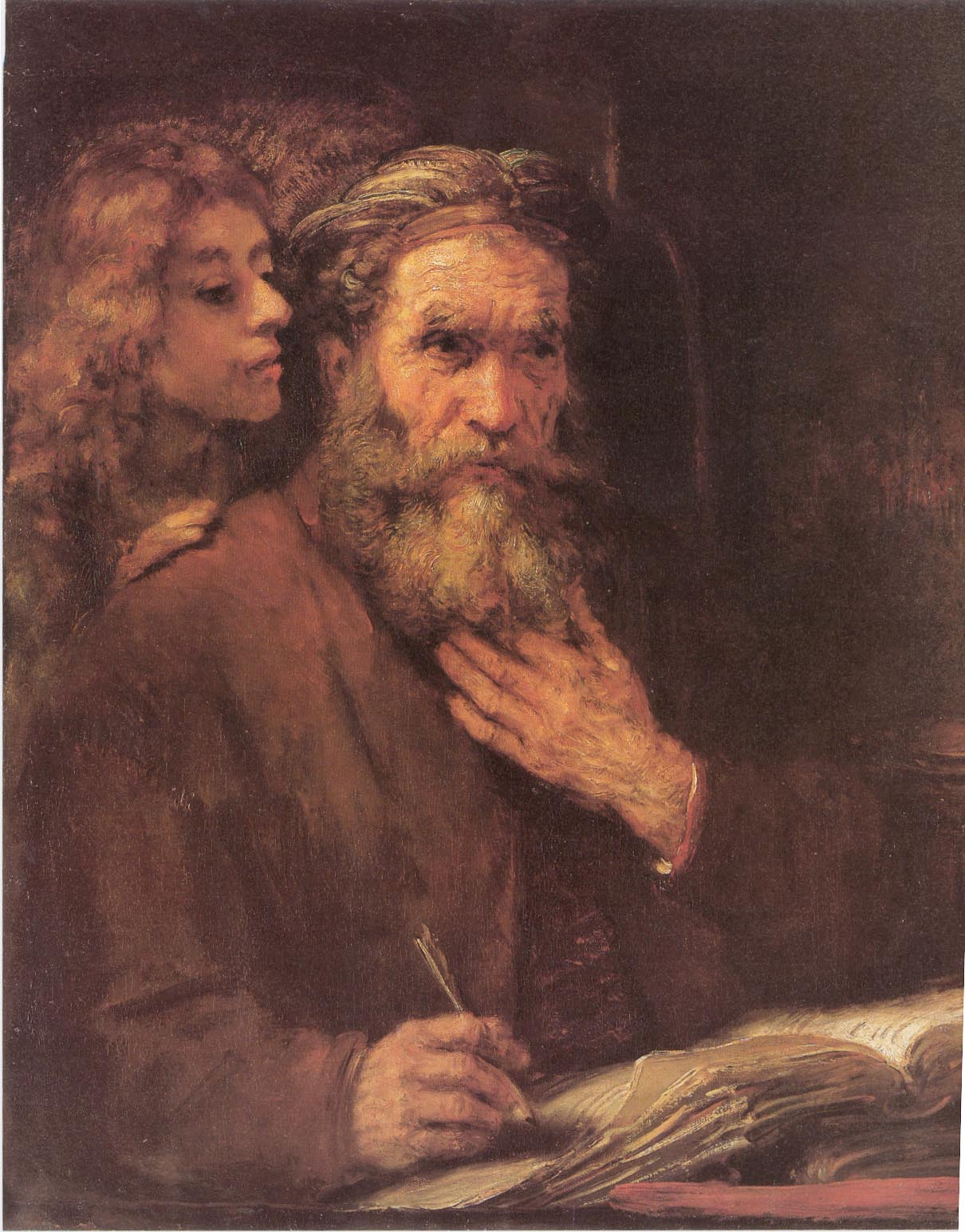
متى الإنجيلي، بريشة رامبرانت.

بالمعنى الدقيق للكلمة، كل الأناجيل وسفر الأعمال هي مجهولة الهوية من ناحية المؤلف. إنجيل يوحنا هو إلى حد ما استثناء، حيث أن المؤلف يشير ببساطة إلى نفسه بأنه «تلميذ أحبه يسوع» ويدعي أنه عضو في الدائرة الداخلية ليسوع. هويات كل المؤلفين تم الاتفاق عليها في وقت مبكر، بالتأكيد في موعد أقصاه أوائل القرن 2. من المرجح أن مسألة تأليف كل إنجيل قد استقرت على الأقل إلى حد ما في وقت سابق، حيث أن أقدم المصادر تبدو في اتفاق كامل بشأن هذه المسألة. لا أحد شكك في هذا التوافق من أوائل القرن 2 حتى القرن 18.
بعض العلماء اليوم يحتفظون بالإدعاء التقليدي أن لوقا الإنجيلي تلميذ القديس بولس الذي ربما لم يكن شاهد عيان على يسوع، كتب إنجيل لوقا وأعمال الرسل. العلماء أيضا منقسمون حول الإدعاء التقليدي بأن مرقس الإنجيلي تلميذ القديس بطرس الذي قد يكون شاهد عيان على يسوع، كتب إنجيل مرقس. العلماء هم أكثر انقساما حول الإدعاء التقليدي أن متى الرسول كتب إنجيل متى وأن يوحنا الرسول كتب إنجيل يوحنا. الرأي مع ذلك، هو منقسم بصورة كبيرة بشأن هذه المسألة وليس هناك توافق واسع في الآراء.

### سفر الأعمال
وقد كتب إنجيل لوقا وأعمال الرسل من قبل نفس المؤلف، وبالتالي يشار إليهما باسم lucan texts. هناك تشابهات لغوية ولاهوتية بين الكتابين، مما يوحي بأن لديهما مؤلف مشترك.

### رسائل بولس

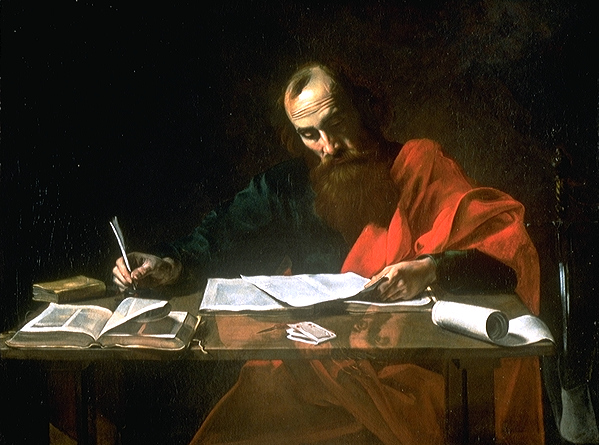
القديس بولس يكتب رسائله، لوحة من القرن السابع عشر. أغلب العلماء يعتقدون أن بولس في الواقع كتب رسائله عن طريق سكرتير.

رسائل بولس هي ثلاثة عشر رسالة في العهد الجديد عادة تنسب إلى بولس الطرسوسي. مؤلف الرسالة إلى العبرانيين مجهول، على الرغم من أنه من غير المرجح أنها من تأليف بولس إلا أنها في كثير من الأحيان توضع مجمعة مع الثلاثة عشر رسالة لتشكل مجموعة من أربعة عشر من الرسائل البولسية.
يتم تصنيف سبعة رسائل بشكل عام على أنها «غير مختلف عليها»، معبرة عن شبه إجماع بين العلماء المعاصرين أنهم من تأليف بولس: الرومان، 1 كورنثوس، 2 كورنثوس، غلاطية، فيليبيون، 1 تسالونيكي وفليمون. لا تتمتع الستة رسائل الأخرى التي تحمل اسم بولس أيضا بنفس الإجماع الأكاديمي وهي: أفسس، كولوسي، 2 تسالونيكي، 1 تيموثاوس، 2 تيموثاوس وتيتوس.
في حين أن العديد من العلماء يؤيدون وجهة النظر التقليدية، يشكك البعض في كون الرسائل الثلاثة الأولى من الستة والمسماة "Deutero-Pauline"، هي رسائل أصلية من تأليف بولس. أما بالنسبة للثلاثة رسائل الأخيرة، «الرسائل الرعوية» بعض العلماء يؤيدون وجهة النظر التقليدية أن هذه كتابات حقيقية من تأليف الرسول بولس; إلا أنه مع ذلك فالأغلبية يعتبرونهم مؤلفات منحولة.
يمكن الإشارة إلى الرسالة إلى Laodiceans والرسالة الثالثة إلى أهل كورنثوس كمثال على الأعمال التي تم اعتبارها مؤلفات منحولة. منذ القرون الأولى للكنيسة، كان هناك جدل حول تأليف رسالة بولس الرسول إلى العبرانيين، والعلماء المعاصرون عموما يرفضون فكرة أن بولس هو من ألفها.

## أسفار العهد الجديد

### الأناجيل الأربعة القانونية

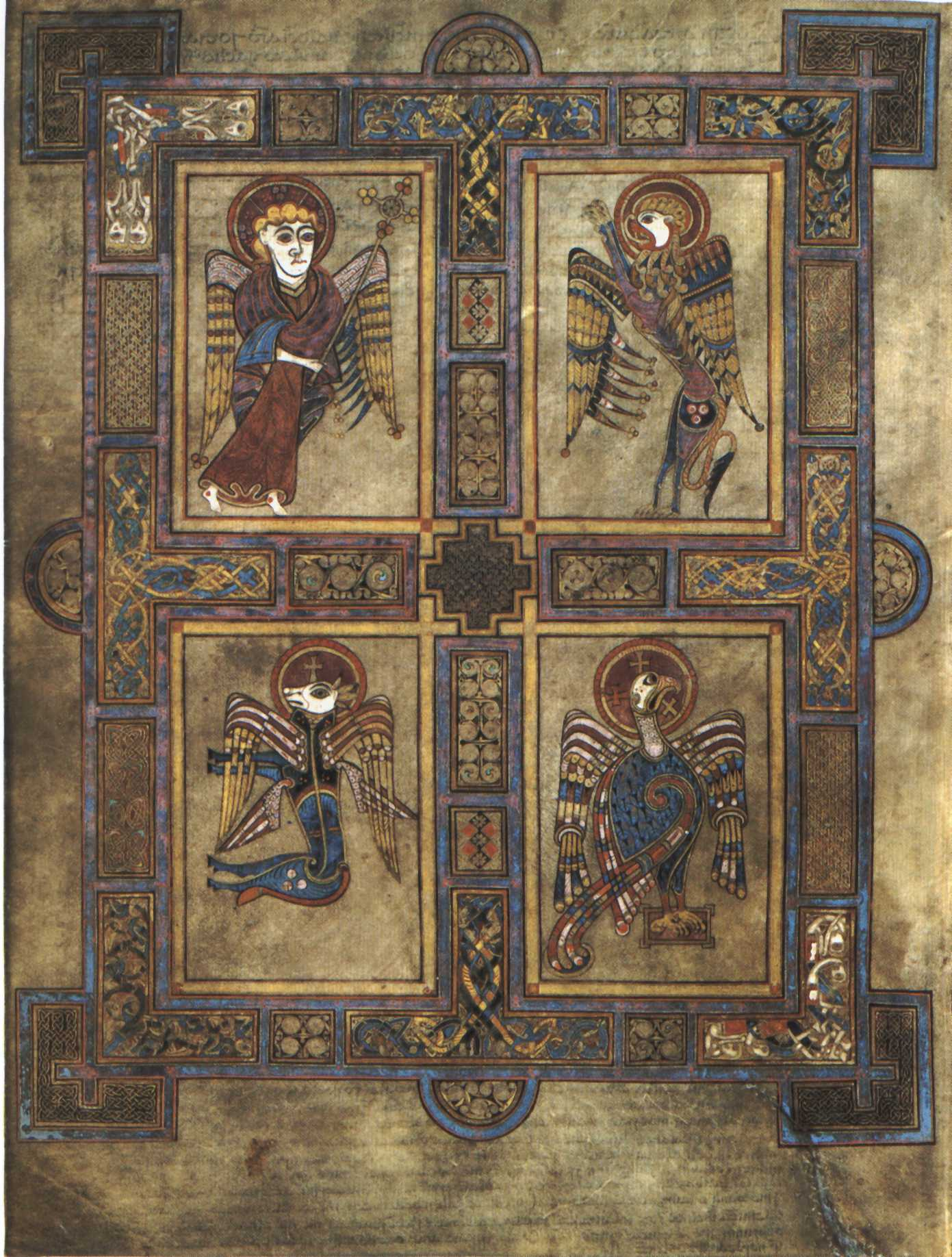
الحيوانات الأربعة المحيطة بعرش الله، كما ورد في رؤيا يوحنا وهي ترمز إلى الإنجليين الأربعة، وفق المعتقدات المسيحية.

يطلق على القسم الأول من العهد الجديد اسم الإنجيل ويشمل أربع كتب هي: إنجيل متى، الذي كتب في جبيل أو أنطاكية للمسيحيين من أصل يهودي هم خارج فلسطين حوالي العام 80 أو 90، وينسبه التقليد الكنسي منذ النصف الأول للقرن الثاني لمتى أحد التلاميذ الاثني عشر، إنجيل مرقس وهو أقدمها تاريخيًا كتب حوالي سنة 60 أو 65 في روما خلال الفترة التي شهدت اضطهاد نيرون، وقد كتب للمسيحيين من أصول وثنية؛ ويعتبر أقصر الأناجيل، يغلب عليه سلسلة روايات قصيرة غير مترابطة فيما بينها، وقد نسب إلى مرقس أو من يدعى في سفر أعمال الرسل يوحنا مرقس ذو الأصول اليهودية، وهو تلميذ ومرافق لبطرس، واعتمد عليه في كتابة إنجيله؛ أما إنجيل لوقا ثالث الأناجيل، فيوضع تاريخه بعد حصار أورشليم وتدمير هيكل سليمان عام 70 أي بحدود العام 80، وهو موجه بالتحديد إلى إحدى الشخصيات النبيلة اليونانية التي تدعى ثاوفيليوس، ومن ثم للمسيحيين ذوي الثقافة اليونانية بشكل عام، يتميز هذا الإنجيل بأنه الوحيد الذي يفتتح بمقدمة شأنه شأن كثير من المؤلفات اليونانية في تلك الأيام.
يطلق على الأناجيل الثلاثة الأولى اسم الأناجيل الإزائية، بسبب تشابهها في ترتيب الأحداث وفي الصياغة العامة، ويفترض علماء اللاهوت وعلماء نقد النصوص، أن كلاً من متى ولوقا قد اطلعا على إنجيل مرقس، واعتمدا عليه كمرجع أساسي في تأليفهما، وأنهما اطلعا أيضًا على وثيقة مشتركة مجهولة حتى اليوم، يطلق عليها اسم الوثيقة ق، إذ إنه بين 1068 آية في إنجيل متى يشترك مع مرقس في 508 آيات ومع لوقا في 560 آية منها مشتركة بين لوقا ومرقس في الوقت نفسه 330 آية أي أن هذه الأخيرة مشتركة بين الثلاثة.
ويضاف إلى كل إنجيل مصادره الخاصة من التقاليد الشفهية، هناك 500 آية خاصة بلوقا وحده، و330 خاصة بمتى، في حين أن 53 آية فقط خاصة بمرقس، ما يؤكد ما توصل إليه الباحثون باطلاع متى ولوقا على إنجيل مرقس الأقدم تاريخيًا؛ وعلى الرغم من هذا الائتلاف الشديد في النصوص فإن الأناجيل تحوي وجوه اختلاف في البنية العامة وهيكلية السرد إضافة لبعض التفاسير وفقًا للرؤية اللاهوتية لكل منهم والرمز المراد منه.
أما الإنجيل الرابع، فهو إنجيل يوحنا، يتميز ببنية خاصة، كذلك يغلب عليه الطابع اللاهوتي من ناحية الخطب والصلوات، ولا يهتم بسرد الأحداث بقدر ما يهتم باستخلاص معانيها.
لاحقًا وجد القديس إيرونيموس ما ذكر في رؤيا يوحنا 7/4 من أسماء حيوانات تحيط بعرش الله، بأنها رموز إلى الإنجيليين الأربعة، فأخذ متى رمز الإنسان لكونه يركز على الناحية الإنسانية ليسوع وكونه هو المسيح، في حين رُمز إلى مرقس بالأسد رمزًا للعظمة، أما لوقا بالعجل رمز القوة في العهد القديم، والنسر رمز يوحنا لقدرته على الارتقاء بالمفردات والتعابير البسيطة إلى تعابير وصيغ لاهوتية معقدة.

#### الأناجيل الأربعة
تحكي هذه الأناجيل قصة حياة ووفاة وقيامة يسوع الناصري وفقاً للاعتقاد المسيحي، وهذه الأناجيل هي:
- إنجيل متى: المنسوب إلى الحواري متى بن حلفي (انظر: إنجيل العبرانيين).

- إنجيل مرقس: وينسب إلى مرقس الإنجيلي، الذي سجل ذكريات الحواري سمعان بطرس وفقاً للاعتقاد المسيحي.

- إنجيل لوقا: وينسب إلى لوقا الإنجيلي، الذي كان طبيباً صحب الحواري بولس.

- إنجيل يوحنا: وينسب إلى يوحنا بن زبدي.

وتصنف الأناجيل الثلاثة الأولى كأناجيل سينوبتية، إذ تحتوي على قصص شديدة التشابه عن أحداث حياة السيد المسيح، بينما ينفرد إنجيل يوحنا بوصف معجزات ومقولات متنوعة للمسيح لا توجد في الأناجيل الثلاثة الأخرى.

### أعمال الرسل
سفر الأعمال، أو سفر أعمال الرسل أو سفر أعمال الروح القدس هو سفر يروي قصة الكنيسة المسيحية الناشئة والنشاطات الرسولية بعد وفاة المسيح وقيامته وفقاً للاعتقاد المسيحي. ويظهر من أسلوب هذا السفر وعباراته أن مؤلفه هو نفس مؤلف إنجيل لوقا.

### رسائل بولس
تتضمن رسائل بولس مجموعة من الرسائل المنسوبة إلى بولس الرسول، مع وجود بعض الخلافات حول المؤلف الحقيقي لبعض هذه الرسائل.
- رسالة بولس الرسول إلى أهل رومية
- رسالة بولس الرسول الأولى إلى أهل كورنثوس
- رسالة بولس الرسول الثانية إلى أهل كورنثوس
- رسالة بولس الرسول إلى أهل غلاطية
- رسالة بولس الرسول إلى أهل أفسس
- رسالة بولس الرسول إلى أهل فيلبي
- رسالة بولس الرسول إلى أهل كولوسي
- رسالة بولس الرسول الأولى إلى أهل تسالونيكي
- رسالة بولس الرسول الثانية إلى أهل تسالونيكي
- رسالة بولس الرسول الأولى إلى تيموثاوس
- رسالة بولس الرسول الثانية إلى تيموثاوس
- رسالة بولس الرسول إلى تيطس
- رسالة بولس الرسول إلى فليمون
- الرسالة إلى العبرانيين (يشكك علماء الكتاب المقدس المحدثون ـ بل وحتى بعض القدماء ـ في نسبتها إلى بولس).

### الرسائل الجامعة (رسائل الكاثوليكون)
وتشمل تلك الرسائل التي كتبت إلى شعب الكنيسة بصفة عامة، وهي:
- رسالة يعقوب: وتنسب إلى يعقوب البار
- رسالة بطرس الأولى: وتنسب إلى سمعان بطرس
- رسالة بطرس الثانية: وتنسب إلى سمعان بطرس
- رسالة يوحنا الأولى: وتنسب إلى يوحنا بن زبدي
- رسالة يوحنا الثانية: وتنسب إلى يوحنا بن زبدي
- رسالة يوحنا الثالثة: وتنسب إلى يوحنا بن زبدي
- رسالة يهوذا: وتنسب إلى يهوذا تداوس

### سفر الرؤيا
وهو الأخير في الترتيب بين أسفار العهد الجديد والكتاب المقدس بصفة عامة. ويختلف في نسبة هذا السفر إلى يوحنا بن زبدي أو إلى يوحنا البطمسي. لتفاصيل الخلاف حول الكتابات اليوحناوية انظر تأليف الكتابات اليوحناوية.

### ترتيب الأسفار
تختلف الكنائس المسيحية في ترتيبها لأسفار العهد الجديد. فمثلاً تتبع الأناجيل البروتستانتية نفس الترتيب المتبع في الأناجيل الكاثوليكية، غير أن نسخة لوثر تختلف في ترتيب الأسفار. كما توجد اختلافات أخرى في الترتيب لدى الكنائس الشرقية كالكنائس السلافية والسريانية والإثيوبية.

### الأناجيل المنتحلة

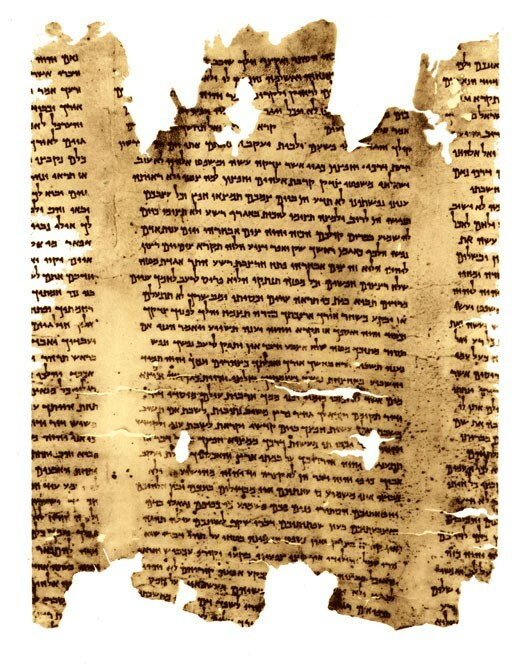
من مخطوطات وادي قمران وتشمل سفر أشعياء 17/57 إلى 9/59.

بعد عام 150 مست الحاجة في الكنيسة إلى قاعدة شاملة تنظم المؤلفات الدينية حول يسوع، تمهيدًا لإدراجها ضمن قانون الكتاب المقدس، فكان المعيار المتبع صحة نسبتها إلى الرسل، وبرزت الأناجيل الأربعة نظرًا لصحة نسبها إلى الرسل من ناحية ولما تحلّت به صفات تتطابق مع التقليد الشفهي، ومع رسائل بولس التي اعتبرت قبلاً أسفارًا مقدسة، وحوالي عام 170 كان قانون العهد الجديد قد اكتمل وأضيف إليه سفر أعمال الرسل كمؤلف قانوني لكون مؤلفه هو لوقا مؤلف الإنجيل الثالث نفسه، ثم ضمّ إلى القانون لاحقًا رؤيا يوحنا والرسالة إلى العبرانيين إضافة إلى رسائل يوحنا الثلاث ورسالتي بطرس فضلاً عن رسالة يهوذا ورسالة يعقوب، وذلك بعد نقاشات طويلة حول صحة نسبتها، إذ لم ينته ضم جميع الأسفار حتى نهاية القرن الثالث وبداية القرن الرابع.
أما تلك الكتب التي لم يثبت صحة نسبتها، فقدت تدريجيًا حظوتها في الكنيسة ولدى المسيحيين كأسفار مقدسة، كرسالة اقلمنضس الأولى ورؤيا بطرس ومؤلف الراعي لهرماس، ومؤلفات أخرى غيرها، وهذه المؤلفات كانت ذات انتشار في مناطق محدودة خصوصًا مصر، لكنها دُعيت عقب رفضها في قانون الكتاب المقدس بالمنحولة والتي تعني باليونانية مخفية، وذلك لأنه لم يسمح بقراءتها خلال إقامة الشعائر الدينية وأمر أن تبقى خفية خلالها، إلا أنه قد أوصي بقراءتها في بعض الأحوال لحسن تأثيرها في الحياة المسيحية، أما أناجيل الحق وتوما وفيليبس فقد رفضت لأنها مجرد أقوال محتواه في الأناجيل القانونية ولا تحوي شيئاً من رواية الأحداث، كما أن أغلبها قد وضع بعد فترة طويلة من سائر المؤلفات، في حين رفضت أناجيل مريم ويعقوب والطفولة، لكونها أقرب إلى الرؤى والقصص الشعبية منها إلى الصيغ الواقعية، فضلاً عن التوسع في جانب معجزات الرسل بهدف تعظيم شأنهم، أما إنجيل برنابا فلا يعتبر من الأناجيل المنحولة والكتب الأبوكريفية، إذ إنه كتب أواخر القرن الخامس عشر على يد راهب تحوّل إلى الإسلام، وبالتالي لا يعود للفترة الزمنية المبكرة ذاتها لسائر الأناجيل المنحولة، التي كتبت خلال القرن الثاني والقرن الثالث، وهي على الرغم من رفضها ضمن قانون العهد الجديد إلا أنها تلبث هامة جدًا للباحثين بقصد دراسة الفكر الديني لدى المسيحيين خلال تلك الفترة.

## لغة العهد الجديد
يسوع واليهود في ذلك العصر طالما تكلموا باللغة الآرامية (والعبرية في الجلسات والكتب الرسمية). إلا أن النسخة الاصلية للعهد الجديد كانت مكتوبة باللغة اليونانية وباللهجة الكوينية (لهجة دول شرق البحر المتوسط تحت الحكم الروماني في القرن الأول) ومنذ ذلك، تم ترجمة العهد الجديد إلى العديد من اللغات وخاصة اللاتينية، السريانية، والقبطية.

## تاريخ التأليف
وفقاً للتقليد المسيحي فإن أقدم أسفار العهد الجديد تأليفاً هي رسائل بولس، وآخرها هي تلك الأسفار المنسوبة إلى يوحنا، الذي يقول التقليد بأن العمر امتد به طويلاً ليصل ربما إلى المائة من العمر، غير أن البعض يشككون في هذه المقولة. وقد قال القديس إيرينايوس دي ليون حوالي سنة 185 م أن إنجيلي متى ومرقس قد كتبا عندما كان بطرس وبولس يكرزان في روما، أي في ستينيات القرن الأول الميلادي تقريباً، أما إنجيل لوقا فقد كتب في وقت متأخر عن ذلك.
ويتفق معظم العلماء العلمانيين فيما يتعلق بتاريخ كتابة معظم أسفار العهد الجديد، إلا في حالة الرسائل والأسفار المسماة بالسوديبيجرفا (أي التي يعتقد أن كاتبيها هم أشخاص آخرون غير الذين تنسب هذه الأسفار إليهم). فإنجيل مرقس عندهم مثلاً كتب في الفترة بين عامي 65 و75 الميلاديين، أما إنجيل متى فهو يرجع ـ وفقاً لهؤلاء المؤرخين ـ إلى الفترة بين 70 و85 ميلادية، بينما كتب إنجيل لوقا بين عامي 80 و95 ميلادية، إلا أن قلة من العلماء يعارضون الرأي الأخير مستندين على قول لوقا في سفر أعمال الرسل أنه انتهى من كتابة إنجيله بالفعل قبل أن يبدأ في كتابة مقدمة سفر أعمال الرسل.

## النسخ (الترجمات) المبكرة
ترجم العهد الجديد في نهاية القرن الثاني الميلادي إلى اللغات السريانية واللاتينية والقبطية. وقد أخذت هذه الترجمات الثلاث مباشرة عن اليونانية، وذلك قبل مراجعة النص اليوناني. ويرد ذكر هذه الترجمات كثيراً في الدراسات النقدية الحديثة للعهد الجديد.

### النسخ السريانية
كانت اللغة السريانية متداولة في سوريا وبلاد الرافدين، كما كانت اللغة الآرامية (وهي إحدى لهجات اللغة السريانية) متداولة في فلسطين، وقد وصلت إلينا بعض ترجمات العهد الجديد السريانية.
وقد وضع تاتيان السوري في مدينة روما ـ حوالي سنة 170 ميلادية ـ ما سمي بالإنجيل الرباعي (باللاتينية Diatessaron)، الذي دمج فيه الأناجيل الأربعة، وبعد عودته إلى سوريا ترجمه إلى السريانية، ويعتقد أن هذه الترجمة هي أول ترجمة للعهد الجديد من اليونانية إلى اللغات الأخرى.
وقد ظهرت منذ القرن التاسع عشر أدلة تدعم وجود ترجمة سريانية أقدم وجدت في نفس الزمن الذي وجد فيه الإنجيل الرباعي، بل ربما في فترة سابقة عليه، وكانت تحتوي على الأناجيل الأربعة.

### النسخ اللاتينية
ترجمت الأناجيل إلى اللاتينية في شمال أفريقيا في الربع الأخير من القرن الثاني الميلادي، ثم ظهرت بعدها بعض الترجمات اللاتينية الغربية، والتي راجعها جيروم فيما بعد وما زال بين أيدينا إلى اليوم 8 آلاف نسخة من تلك المراجعة المسماة بالفولغاتا.

### النسخ القبطية
تعددت لهجات اللغة القبطية بين اللهجة البحيرية (لهجة الشمال) واللهجة الفيومية، واللهجة الصعيدية، واللهجة الأخميمية، وغيرها. وقد أنجزت أول ترجمة للعهد الجديد إلى اللهجة الصعيدية في أواخر القرن الثاني الميلادي، وتندرج تلك الترجمة تحت مسمى النصوص الإسكندرانية.
وقد تأخر إنجاز ترجمة للعهد القديم إلى اللهجة البحيرية إلى ما بعد ذلك بسنوات قليلة (في بدايات القرن الثالث على الأرجح)، نظراً لأن اللغة اليونانية كان لها نفوذ في الشمال أوسع من نفوذها في الجنوب (الصعيد). وقد كانت تلك الترجمة البحيرية ترجمة حرفية، واتوت على العديد من المفردات اليونانية، بل وبعض الصيغ النحوية اليونانية، ولذلك حظيت الترجمة البحيرية بأهمية كبيرة بين مثيلاتها في دراسة وإعادة تكوين النص اليوناني الأصلي.

### نسخ بلغات أخرى
بعد عام 300 ميلادية توالت ترجمات العهد الجديد إلى كل من الأرمنية والجورجية والجعزية والقوطية واللغة السلافونية الكنسية القديمة ولغات أخرى (كالعربية والنوبية والفارسية واللغة السغدية.

## مواضيع ذات صلة
- العهد القديم
- الوعد الجديد
- قائمة الأناجيل
- كتب غير قانونية مشار إليها في الكتاب المقدس
- طبعة نستله ألاند
- سفر أعمال الرسل
- حج إلى روما

## وصلات خارجية
- كتاب العهد الجديد موقع الإنجيل
- النص الكامل للعهد الجديد
- العهد الجديد باللغة القبطية واللهجة البحيرية
- العهد الجديد باللغة القبطية واللهجة الصعيدية
- كتاب قاموس الكتاب المقدس